# 田中濯
田中 濯（1976年 - ）は、歌人。福岡県福岡市出身。
福岡県立筑紫丘高等学校、京都大学農学部卒業。「塔」所属。2007年に作品「フォトグラフ」で第18回歌壇賞次席、作品「プラットホーム」で第53回角川短歌賞佳作。2011年、第1歌集『地球光』で第17回日本歌人クラブ新人賞を受賞。

## 著書
- 歌集『地球光』(2010.8) ISBN 978-4861981555
- 歌集『氷』(2014.12) ISBN 978-4046529084